# Inelele lui Neptun

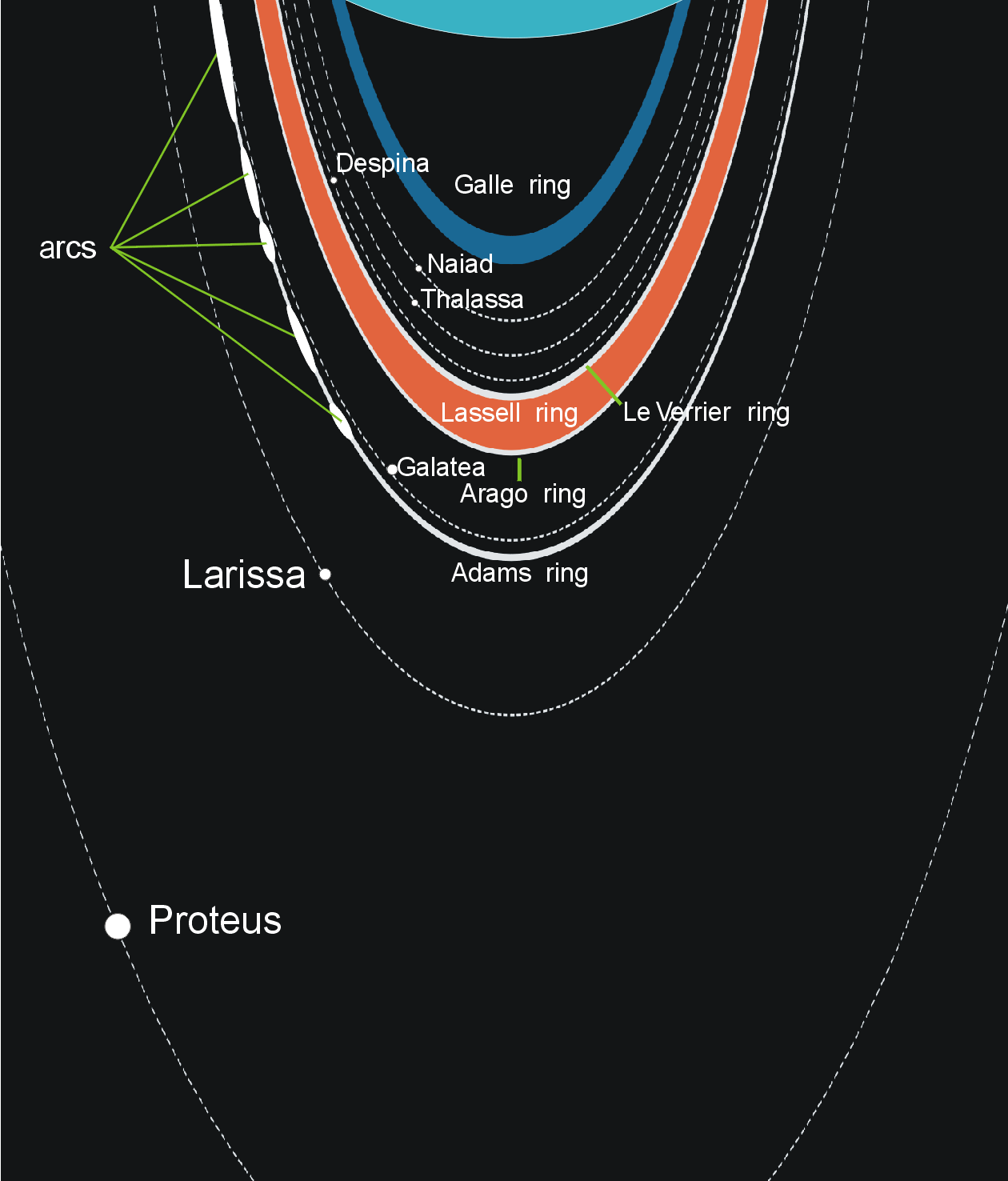
Schemă cu inelele lui Neptun

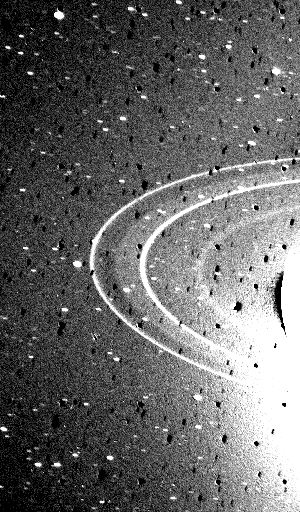

Inelele lui Neptun constau în principal din cinci inele principale descoperite în 1989 de către nava spațiala Voyager 2. După densitatea lor, sunt comparabile cu porțiuni mai puțin dense ale inelelor principale ale planetei Saturn, cum ar fi inelul C și diviziunea Cassini. O mare parte din sistemul inelar al planetei Neptun conține foarte puțină materie și se aseamănă mai mult cu sistemului de inele al planetei Jupiter. Inelele lui Neptun sunt numite după astronomi care au depus o muncă importantă în studiul acestei planete: Johann Gottfried Galle, Urbain Le Verrier, William Lassell, François Arago și John Couch Adams. Neptun are, de asemenea, un inel subțire fără nume, care coincide cu orbita satelitului planetei, Galatea. Alți trei sateliți a căror rotație în jurul planetei are loc și printre inele sunt Naiada, Thalassa și Despina.